# Miss Universo 1982
Miss Universo 1982, trentunesima edizione di Miss Universo, si è tenuta presso il Coliseo Amauta di Lima in Perù, il 26 luglio 1982. L'evento è stato presentato da Bob Barker e Joan Van Ark. Karen Baldwin, Miss Canada, è stata incoronata Miss Universo 1982.

## Risultati

### Piazzamenti
| Risultato finale   | Concorrente |
| ------------------ | --- |
| Miss Universo 1982 | - Canada - Karen Baldwin |
| 2ª classificata    | - Guam - Patty Chong Kerkos |
| 3ª classificata    | - Italia - Cinzia Fiordeponti |
| 4ª classificata    | - Grecia - Tina Roussou |
| 5ª classificata    | - Stati Uniti - Terri Utley |
| Top 12             | - Brasile - Celice Marques - Finlandia - Sari Kaarina Aspholm - Germania - Kerstin Paeserack - Inghilterra - Delia Frances Dolan - Perù - María Francesca Zaza - Sudafrica - Odette Scrooby - Uruguay - Silvia Beatriz Vila |

### Punteggi alle sfilate finali
Vincitrice
     2ª classificata
     3ª classificata
     Top 6
     Top 10
(#) Posizione in ogni turno della gara
| Nazione     | Media preliminare | Intervista | Costume da bagno | Abito da sera | Media semifinale |
| ----------- | ----------------- | ---------- | ---------------- | ------------- | ---------------- |
| Guam        | 7.892 (5)         | 8.867 (1)  | 8.692 (1)        | 8.355 (4)     | 8.638 (1)        |
| Canada      | 7.761 (9)         | 8.400 (5)  | 8.275 (3)        | 8.525 (3)     | 8.400 (2)        |
| Grecia      | 7.847 (6)         | 8.042 (8)  | 8.325 (2)        | 8.317 (5)     | 8.228 (3)        |
| Italia      | 7.714 (11)        | 7.925 (9)  | 8.067 (5)        | 8.608 (2)     | 8.200 (4)        |
| Stati Uniti | 8.131 (2)         | 8.425 (4)  | 8.192 (4)        | 7.925 (8)     | 8.181 (5)        |
| Sudafrica   | 8.406 (1)         | 8.583 (2)  | 7.225 (10)       | 8.707 (1)     | 8.172 (6)        |
| Inghilterra | 8.100 (3)         | 8.433 (3)  | 7.808 (7)        | 8.167 (7)     | 8.137 (7)        |
| Perù        | 7.797 (8)         | 8.218 (6)  | 7.508 (8)        | 8.292 (6)     | 8.006 (8)        |
| Brasile     | 8.011 (4)         | 8.133 (7)  | 7.892 (6)        | 7.917 (9)     | 7.981 (9)        |
| Finlandia   | 7.719 (10)        | 7.808 (10) | 7.408 (9)        | 7.908 (10)    | 7.708 (10)       |
| Uruguay     | 7.594 (12)        | 7.692 (11) | 7.167 (11)       | 7.783 (11)    | 7.547 (11)       |
| Germania    | 7.808 (7)         | 7.204 (12) | 7.008 (12)       | 7.483 (12)    | 7.232 (12)       |

### Riconoscimenti speciali
| Riconoscimento        | Concorrente                                                                              |
| --------------------- | ---------------------------------------------------------------------------------------- |
| Best National Costume | - Brasile - Celice Marques - Perù - María Francesca Zaza - Uruguay - Silvia Beatriz Vila |
| Miss Congeniality     | - Isole Cayman - Maureen Lewis                                                           |
| Miss Photogenic       | - Bahamas - Ava Marilyn Burke                                                            |
| Miss Press            | - Guam - Patty Chong Kerkos                                                              |

## Concorrenti
- Argentina – María Alejandra Basile
- Aruba – Noriza Antonio Helder
- Australia – Lou Ann Ronchi
- Austria – Elisabeth Kawan
- Bahamas – Ava Marilyn Burke
- Belgio – Marie-Pierre Lemaitre
- Belize – Sharon Kay Auxilliou
- Bermuda – Heather Ross
- Bolivia – Sandra Villaroel
- Brasile – Celice Pinto Márques da Silva
- Canada – Karen Baldwin
- Cile – Jennifer Purto Arab †
- Colombia – Nadya Santacruz
- Corea del Sud – Sun-hee Park
- Costa Rica – Liliana Corella Espinoza
- Curaçao – Minerva Ranila Heiroms
- Danimarca – Tina Maria Nielsen
- Ecuador – Jacqueline Burgos
- El Salvador – Jeanette Marroquín
- Filippine – Maria Isabel Lopez
- Finlandia – Sari Kaarina Aspholm
- Francia – Martine Philipps
- Galles – Michelle Donelly
- Germania – Kerstin Natalie Paeserack
- Giappone – Eri Okuwaki
- Grecia – Tina Roussou
- Guadalupa – Lydia Galin
- Guam – Patty Chong Kerkos
- Guatemala – Edith Whitbeck
- Honduras – Eva Lissethe Barahona
- Hong Kong – Angie Leung
- India – Pamela Chaudry Singh
- Indonesia – Sri Yulyanti
- Inghilterra – Delia Frances Dolan
- Irlanda – Geraldine Mary McGrory
- Islanda – Gudrun Moller
- Isole Cayman – Maureen Theresa Lewis
- Isole Marianne Settentrionali – Sheryl Sonoda Sizemore
- Isole Vergini Americane – Ingeborg Hendricks
- Isole Vergini Britanniche – Luce Dahlia Hodge
- Israele – Deborah Naomi Hess
- Italia – Cinzia Fiordeponti
- Malaysia – Siti Rohani Wahid
- Malta – Rita Falzon
- Martinica – Corine Soler
- Messico – María del Carmen López
- Namibia – Deseree Anita Kotze
- Norvegia – Janett Krefting
- Nuova Caledonia – Lenka Topalovitch
- Nuova Zelanda – Sandra Helen Dexter
- Paesi Bassi – Brigitte Diereckx
- Panama – Isora de Lourdes López
- Papua Nuova Guinea – Moi Eli
- Paraguay – Maris Villalba
- Perù – María Francesca Zaza Reinoso
- Porto Rico – Lourdes Mantero
- Portogallo – Ana Maria Valdiz
- Rep. Dominicana – Soraya Morey
- La Riunione – Marie Micheline Ginon
- Samoa Occidentali – Ivy Evelyn Warner
- Scozia – Georgina Kearney
- Singapore – Judicia Nonis
- Sint Maarten – Liana Elviara Brown
- Spagna – Cristina Pérez Cottrell
- Sri Lanka – Ann Monica Tradigo
- Stati Uniti – Terri Utley
- Sudafrica – Odette Octavia Scrooby
- Suriname – Vanessa de Vries
- Svezia – Anna Kari Maria Bergström
- Svizzera – Jeannette Linkenheill
- Thailandia – Nipaporn Tarapanich
- Transkei – Noxolisi Mji
- Trinidad e Tobago – Suzanne Traboulay
- Turchia – Canan Kakmaci
- Turks e Caicos – Jacqueline Astwood
- Uruguay – Silvia Beatriz Vila Abavián
- Venezuela – Ana Teresa Oropeza

### Ritiri
- Cipro – Sylvia Spanias Nitsa
- Libano – Dolly Michelle El-Koury